# 2020年東京オリンピックのエチオピア選手団
2020年東京オリンピックのエチオピア選手団は、2021年7月23日から8月8日にかけて日本の首都東京で開催された2020年東京オリンピックのエチオピア選手団。

## メダル
| メダル | 選手名               | 競技 | 種目          | 日付    |
| ------ | -------------------- | ---- | ------------- | ------- |
| 金     | セレモン・バレガ     | 陸上 | 男子10000m    | 7月30日 |
| 銀     | ラメチャ・ギルマ     | 陸上 | 男子3000m障害 | 8月2日  |
| 銅     | グダフ・ツェガイ     | 陸上 | 女子5000m     | 8月2日  |
| 銅     | レテセンベト・ギデイ | 陸上 | 女子10000m    | 8月7日  |